# SETI
SETI, или Потрага за ванземаљским облицима живота (енгл. Search for Extarterrestrial Intelligence), је покушај да се докучи да ли постоји живот ван Земље. СЕТИ истраживачи употребљавају многе методе, један од популарнијих је и радио СЕТИ, који се састоји у слушању вештачких сигнала који долазе из правца звијезда. СЕТИ код куће (изворно SETI@home) је радио СЕТИ пројекат који дозвољава свакоме са рачунаром и интернет конекцијом да учествује.

## Принцип рада

### Анализа података
Највећи број рачунара који раде за СЕТИ програм укључујући и оне на универзитету Берклију који у суштини не анализирају податке нарочито дубоко иако се анализа података са телескопа одрађује у реалном времену. Разлог је један и веома једноставан: ниједан од ових рачунара није довољно моћан да прегледа све добијене податке тј. немају довољно рачунарске моћи.
За посао који SETI захтијева био би потребан један огроман рачунар, боље речено – суперрачунар. А чињеница је да SETI никада не би имао довољно финансијских средстава за изградњу таквог једног чуда технологије. Али увијек постоји средство које то може надокнадити – мали рачунари. Због оваквог интелектуалног рјешења SETI је одлучио да употребљава велики број малих рачунара за обраду велике количине података.
Истраживачи су закључили да постоји огроман број неискориштених рачунара. Већина ових рачунара не чини ништа корисно већи дио њиховог радног времена, штавише само троши електричну енергију да би радили. Зато SETI тим посуђује кућне рачунаре у потрази за новим животом и новим цивилизацијама. Све је то наравно лако, само треба скинути одређену количину података са интернета тј. са овлашћеног сервера које ће рачунар аутоматски обрадити и послати назад чим интернет конекција буде омогућена. Обрада података се врши у периоду кад рачунар не ради ништа тј. када је чувар екрана укључен.
То је занимљив и тежак задатак. Толико је података да се чини да је сама ствар практично немогућа, али реч јео томе да се подаци добијени из опсерваторије добијају и цијепају на мање низове који се онда шаљу коначном рачунару за обраду. Ови дијелићи се могу обрађивати паралелно и ниједан није зависан од другога. Такође, подручје неба које се прегледа Аресибо телескопом је ограничено и очекује се да ће небо у наредне двије године скенирати чак три пута. SETI тим очекује да ће ово бити довољно за овај пројект. До времена када се небо три пута прегледа изградиће се нови телескопи и започеће нови експерименти и нови приступи SETI-ју.

### Разбијање података
Подаци се снимају на траке високе густине у опсерваторији Аресибо у Порто Рику пунећи једну траку од око 35 гигабајта сваког дана. Зато што Аресибо нема високо пропусну интернет везу, подаци се шаљу у специјалном поштом до Барклија гдје се потом дијеле на 0,25 мегабајтне дијелове који се називају радне јединице, које се онда шаљу преко SETI сервера путем интернета људима широм свијета на анализу. 
SETI надгледа податке од 2,5 МНz центрирајући се на 1420 МНz. Чак је и ово преширок спектар да би се слао коначном рачунару, па се исти цијепа на 256 дијелова сваки од по 10 кНz ширине (приближније 9766 Нz). Ово одрађује рачунарски програм назван раздвајач (енг: splitter). Ови сигнали до 10 кНz чине 20.000 бита по свакој секунди. Ово се још назива Nyquist фреквенција. Из SETI-ја се шаље око 107 секунди оваквог типа података. Такође у самој пошиљци се не налазе само снимљени дијелови него и додатни подаци о самој радној јединици што све на крају чини 340 килобајта.